# Sarcelles (quận)
Quận Sarcelles là một quận của Pháp, nằm ở tỉnh Val-d'Oise, ở vùng Île-de-France. Quận này có 15 tổng và 61 xã.

## Đơn vị hành chính

### Tổng
Các tổng của quận Sarcelles là: 
1. Domont
2. Écouen
3. Enghien-les-Bains
4. Garges-lès-Gonesse-Est
5. Garges-lès-Gonesse-Ouest
6. Gonesse
7. Goussainville
8. Luzarches
9. Montmorency
10. Saint-Gratien
11. Sarcelles-Nord-Est
12. Sarcelles-Sud-Ouest
13. Soisy-sous-Montmorency
14. Viarmes
15. Villiers-le-Bel

### Xã
Các xã của quận Sarcelles, và mã INSEE là: 
| 1. Andilly (95014)                 | 2. Arnouville-lès-Gonesse (95019) | 3. Asnières-sur-Oise (95026)       | 4. Attainville (95028)               |
| 5. Baillet-en-France (95042)       | 6. Bellefontaine (95055)          | 7. Belloy-en-France (95056)        | 8. Bonneuil-en-France (95088)        |
| 9. Bouffémont (95091)              | 10. Bouqueval (95094)             | 11. Chaumontel (95149)             | 12. Chennevières-lès-Louvres (95154) |
| 13. Châtenay-en-France (95144)     | 14. Deuil-la-Barre (95197)        | 15. Domont (95199)                 | 16. Enghien-les-Bains (95210)        |
| 17. Fontenay-en-Parisis (95241)    | 18. Fosses (95250)                | 19. Garges-lès-Gonesse (95268)     | 20. Gonesse (95277)                  |
| 21. Goussainville (95280)          | 22. Groslay (95288)               | 23. Jagny-sous-Bois (95316)        | 24. Lassy (95331)                    |
| 25. Le Mesnil-Aubry (95395)        | 26. Le Plessis-Gassot (95492)     | 27. Le Plessis-Luzarches (95493)   | 28. Le Thillay (95612)               |
| 29. Louvres (95351)                | 30. Luzarches (95352)             | 31. Maffliers (95353)              | 32. Mareil-en-France (95365)         |
| 33. Margency (95369)               | 34. Marly-la-Ville (95371)        | 35. Moisselles (95409)             | 36. Montmagny (95427)                |
| 37. Montmorency (95428)            | 38. Montsoult (95430)             | 39. Noisy-sur-Oise (95456)         | 40. Piscop (95489)                   |
| 41. Puiseux-en-France (95509)      | 42. Roissy-en-France (95527)      | 43. Saint-Brice-sous-Forêt (95539) | 44. Saint-Gratien (95555)            |
| 45. Saint-Martin-du-Tertre (95566) | 46. Saint-Witz (95580)            | 47. Sarcelles (95585)              | 48. Seugy (95594)                    |
| 49. Soisy-sous-Montmorency (95598) | 50. Survilliers (95604)           | 51. Vaudherland (95633)            | 52. Viarmes (95652)                  |
| 53. Villaines-sous-Bois (95660)    | 54. Villeron (95675)              | 55. Villiers-le-Bel (95680)        | 56. Villiers-le-Sec (95682)          |
| 57. Vémars (95641)                 | 58. Écouen (95205)                | 59. Épiais-lès-Louvres (95212)     | 60. Épinay-Champlâtreux (95214)      |
| 61. Ézanville (95229)              |                                   |                                    |                                      |